# Le Mené (Côtes-d'Armor)
Pour les articles homonymes, voir Mené.
Le Mené [lə məne] est une commune nouvelle française du pays du Mené, constituée le 1er janvier 2016 par les communes membres de la Communauté de communes du Mené (Collinée, Le Gouray, Langourla, Plessala, Saint-Gilles-du-Mené, Saint-Gouéno, Saint-Jacut-du-Mené) situées dans le département des Côtes-d'Armor en région Bretagne.

## Géographie

### Localisation
La commune nouvelle se trouve dans l'est des Côtes-d'Armor, et est avec 163,23 km2, la plus vaste commune de la région. Le chef-lieu de la commune est situé à « La Croix Jeanne Even », au siège de l'ancienne communauté de communes, sur le territoire de la commune déléguée de Collinée.
| Trébry                       | Saint-Glen , Penguily Plénée-Jugon | Rouillac            |
| Trédaniel Plémy              | Mené                               | Éréac               |
| Plouguenast-Langast La Motte | Plémet, Laurenan                   | Mérillac Saint-Vran |

### Géologie et relief
La commune se situe dans les monts du Mené.

### Hydrographie
Pour un article plus général, voir Réseau hydrographique des Côtes-d'Armor.
La commune est située dans le bassin Loire-Bretagne. Elle est drainée par la Rance, l'Arguenon, le Lié, le Léry, le Penhouet et divers autres petits cours d'eau,.
La Rance, d'une longueur de 104 km, prend sa source dans la commune  et se jette  dans la Manche entre Dinard et Saint-Malo, après avoir traversé 28 communes. 
L'Arguenon, d'une longueur de 53 km, prend sa source dans la commune  et se jette  dans la Manche en limite de Saint-Cast-le-Guildo et de Saint-Jacut-de-la-Mer, après avoir traversé dix communes. 
Le Lié, d'une longueur de 61 km, prend sa source dans la commune de Plœuc-L'Hermitage et se jette  dans l'Oust à Forges de Lanouée, après avoir traversé 15 communes.  Les caractéristiques hydrologiques du Lié sont données par la station hydrologique située sur la commune de La Prénessaye. Le débit moyen mensuel est de 3,48 m3/s. Le débit moyen journalier maximum est de 52,3 m3/s, atteint lors de la crue du 5 janvier 2001. Le débit instantané maximal est quant à lui de 76,4 m3/s, atteint le 12 février 1988.
Le Léry, d'une longueur de 14 km, prend sa source dans la commune  et se jette  dans le Lié à La Motte. 
Le Penhouet, d'une longueur de 11 km, prend sa source dans la commune  et se jette  dans le Lié à Plémet. 
Un plan d'eau complète le réseau hydrographique : l'étang de Bosny (1,24 ha),.

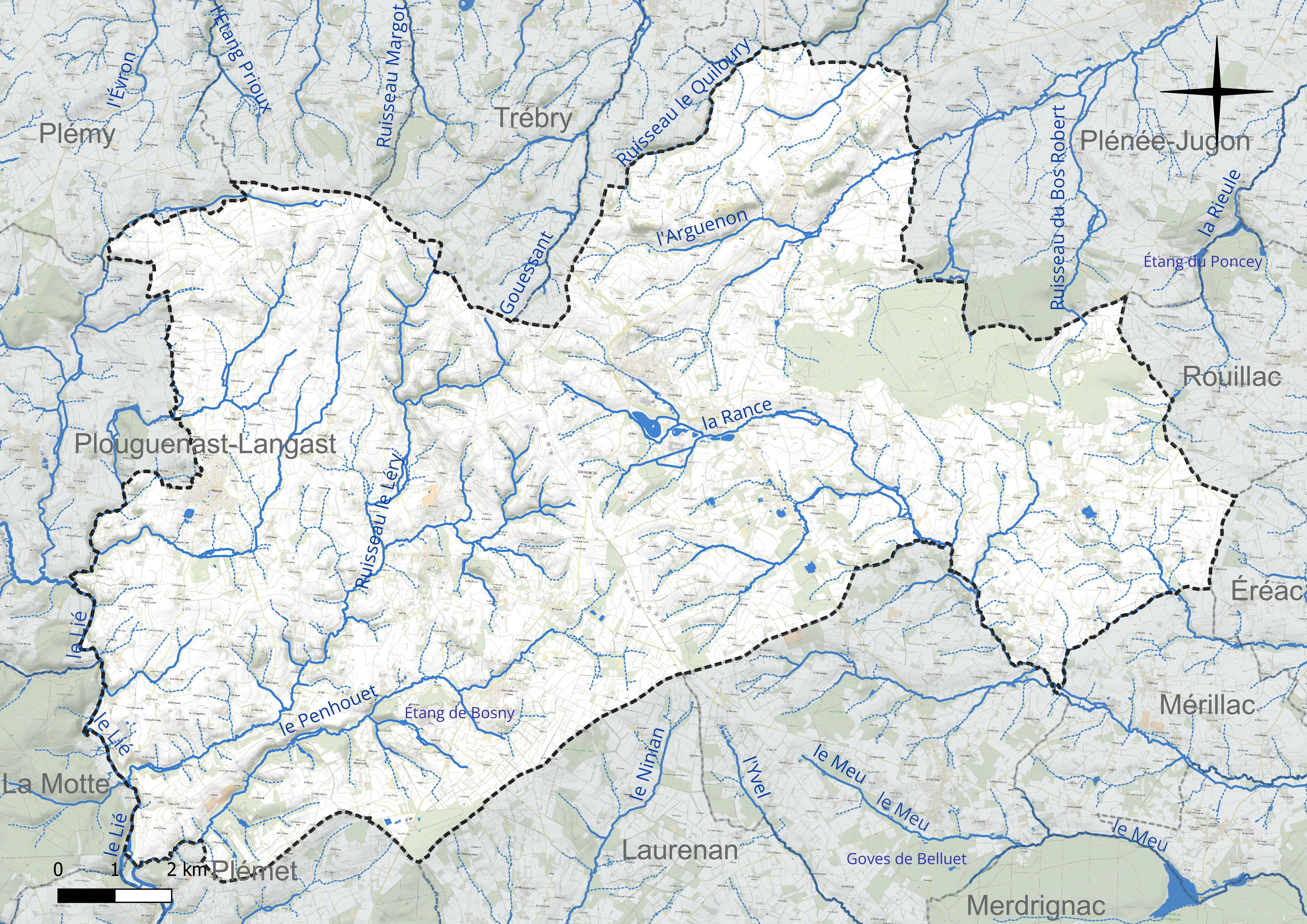
Réseau hydrographique du Mené.

### Climat
Pour des articles plus généraux, voir Climat de la Bretagne et Climat des Côtes-d'Armor.
En 2010, le climat de la commune est de type climat océanique franc, selon une étude du CNRS s'appuyant sur une série de données couvrant la période 1971-2000. En 2020, Météo-France publie une typologie des climats de la France métropolitaine dans laquelle la commune est exposée à un climat océanique et est dans la région climatique  Finistère nord, caractérisée par une pluviométrie élevée, des températures douces en hiver (6 °C), fraîches en été et des vents forts. Parallèlement l'observatoire de l'environnement en Bretagne publie en 2020 un zonage climatique de la région Bretagne, s'appuyant sur des données de Météo-France de 2009. La commune est, selon ce zonage, dans la zone « Intérieur », exposée à un climat médian, à dominante océanique.  
Pour la période 1971-2000, la température annuelle moyenne est de 10,6 °C, avec une amplitude thermique annuelle de 11,7 °C. Le cumul annuel moyen de précipitations est de 870 mm, avec 13,9 jours de précipitations en janvier et 7,4 jours en juillet. Pour la période 1991-2020, la température moyenne annuelle observée sur la station météorologique la plus proche, située sur la commune de Merdrignac à 14 km à vol d'oiseau, est de 11,7 °C et le cumul annuel moyen de précipitations est de 905,0 mm,. Pour l'avenir, les paramètres climatiques de la commune estimés pour 2050 selon différents scénarios d'émission de gaz à effet de serre sont consultables sur un site dédié publié par Météo-France en novembre 2022.

## Urbanisme

### Typologie
Au 1er janvier 2024, Le Mené est catégorisée commune rurale à habitat dispersé, selon la nouvelle grille communale de densité à 7 niveaux définie par l'Insee en 2022.
Elle est située hors unité urbaine. Par ailleurs la commune fait partie de l'aire d'attraction du Mené, dont elle est la commune-centre,. Cette aire, qui regroupe 6 communes, est catégorisée dans les aires de moins de 50 000 habitants,.

## Toponymie et gentilé
Mené vient du breton menez qui signifie montagne. La commune nouvelle du Mené se situe sur une partie des monts du Mené dont le point culminant est le mont Bel-Air (339 m).
Le conseil municipal de la nouvelle commune a décidé que ses habitants seraient désignés comme "Ménéens".

## Histoire

### La région du Mené auXIXesiècle
De nombreuses jeunes mères de la région du Mené qui venaient de mettre au monde un enfant quittaient leur famille, y compris leur propre nouveau-né, pour quelques mois, se rendant en ville, souvent à Paris, pour s'y placer comme nourrices dans des familles bourgeoises. Le recteur de Hénon se demande « si l'éloignement prolongé de la mère de famille ne constitue pas un dommage que ne saurait compenser le salaire reçu » ; un autre témoin en 1912 évoque le « fléau des nourrices », la famille étant désorganisée par l'absence de la mère, et leur propre nourrisson, mal nourri, décédant fréquemment. La loi Roussel, votée en 1874, tenta de mettre fin à ces séparations prématurées en obligeant la nourrice à produire un certificat de sa commune de résidence indiquant que son dernier enfant était vivant et âgé d'au moins sept mois révolus, ou qu'il était allaité par une autre femme. Certains médecins servaient de véritables bureaux de placement pour les nourrices ; une agence, dénommée « À la bonne nourrice bretonne » avait pignon sur rue dans le bourg de Saint-Carreuc. Cette tradition se ralentit au début du XXe siècle, mais perdura jusqu'à la Seconde Guerre mondiale : en 1943 on comptait encore une dizaine de nourrices originaires de Saint-Gouéno.

### LeXXIesiècle

#### La création de la commune nouvelle
Le 23 mars 2015, le projet de création d'une commune nouvelle est approuvé par les conseils municipaux des sept communes concernées : Saint-Gilles-du-Mené, Saint-Jacut-du-Mené, Plessala, Saint-Gouéno, Langourla, Collinée et Le Gouray. L'arrêté préfectoral du 5 octobre 2015 a officiellement créé la nouvelle commune,.
L'usine "Géotexia", implantée à Saint-Gilles-du-Mené, inaugurée le 17 juin 2011 en présence de Jean-Louis Borloo, alors ministre de l'environnement est pionnière pour la méthanisation en France car c'est la première unité en partenariat entre agriculteurs, industriels et associations dont la CUMA du Mené. Elle est placée en redressement judiciaire en février 2019 et ravagée par un incendie le 16 juillet 2019.

#### Une importante population roumaine
De 700 à 800 Roumains, la plupart travaillant dans les abattoirs de Kermené (qui employaient précédemment beaucoup de Portugais et de Maliens), vivraient dans la commune nouvelle du Mené en 2020, y constituant environ 10 % de la population.

## Politique et administration

### Liste des maires
| Période        | Période     | Identité         | Étiquette | Qualité |
| -------------- | ----------- | ---------------- | --------- | --- |
| 6 janvier 2016 | 25 mai 2020 | Jacky Aignel     | PS        | Retraité de l'agriculture Ancien maire de Saint-Gouéno (2001 → 2016)                                                |
| 25 mai 2020    | En cours    | Gérard Daboudet, | DVG       | Ingénieur territorial Vice-président de Loudéac Communauté - Bretagne Centre Ancien maire de Collinée (2014 → 2016) |

|                      | Identité          | Étiquette | Qualité                              |
| -------------------- | ----------------- | --------- | ------------------------------------ |
| Collinée             | Yvon Perrin       |           | Artisan menuisier                    |
| Langourla            | Michel Ulmer      | SE        | Retraité de la fonction publique     |
| Le Gouray            | Jean-Michel Donne |           | Enseignant                           |
| Plessala             | Roselyne Rocaboy  |           | Retraitée de la fonction publique    |
| Saint-Gilles-du-Mené | Éric Jaffrot      |           | Directeur de Maison familiale rurale |
| Saint-Gouéno         | Arlette Hingant   |           | Retraitée de la fonction publique    |
| Saint-Jacut-du-Mené  | Cyril Conan       |           | Responsable de production            |

### Communes déléguées
| Nom                  | Code Insee | Intercommunalité | Superficie (km2) | Population (dernière pop. légale) | Densité (hab./km2) |
| -------------------- | ---------- | ---------------- | ---------------- | --------------------------------- | ------------------ |
| Collinée (siège)     | 22046      | CC du Mené       | 7,06             | 921 (2013)                        | 130                |
| Langourla            | 22102      | CC du Mené       | 21,41            | 522 (2013)                        | 24                 |
| Le Gouray            | 22066      | CC du Mené       | 30,50            | 1 263 (2013)                      | 41                 |
| Plessala             | 22191      | CC du Mené       | 51,45            | 1 834 (2013)                      | 36                 |
| Saint-Gilles-du-Mené | 22292      | CC du Mené       | 12,92            | 468 (2013)                        | 36                 |
| Saint-Gouéno         | 22297      | CC du Mené       | 20,08            | 689 (2013)                        | 34                 |
| Saint-Jacut-du-Mené  | 22303      | CC du Mené       | 19,81            | 734 (2013)                        | 37                 |

## Population et société
L'évolution du nombre d'habitants est connue à travers les recensements de la population effectués dans la commune depuis sa création.

En 2022, la commune comptait 6 420 habitants, en évolution de −0,08 % par rapport à 2016 (Côtes-d'Armor : +1,78 %, France hors Mayotte : +2,11 %).
| 2014  | 2019  | 2022  |
| ----- | ----- | ----- |
| 6 398 | 6 396 | 6 420 |

## Économie
Parmi les entreprises implantées au Mené, il y a notamment l'entreprise agro-alimentaire Kermené dont les deux sites sont à Saint-Jacut-du-Mené (siège social) et à Collinée.